# The Luyas
Gli The Luyas sono una formazione musicale indie canadese di Montréal. I suoi membri principali sono Jessie Stein, Pietro Amato (Arcade Fire), Stefan Schneider (The Bell Orchestre) e Sarah Neufeld (Arcade Fire).

## Discografia

### Album
- 2007 - Faker Death, cd, rerelease 2008, Pome Records

### EP
- Tiny Head/Spherical Mattress 7"  2009

## Video
- Views of Montreal: The Luyas, 2009, Vincent Moon[1] (Take-Away Show #99)